# Vertical Launching System

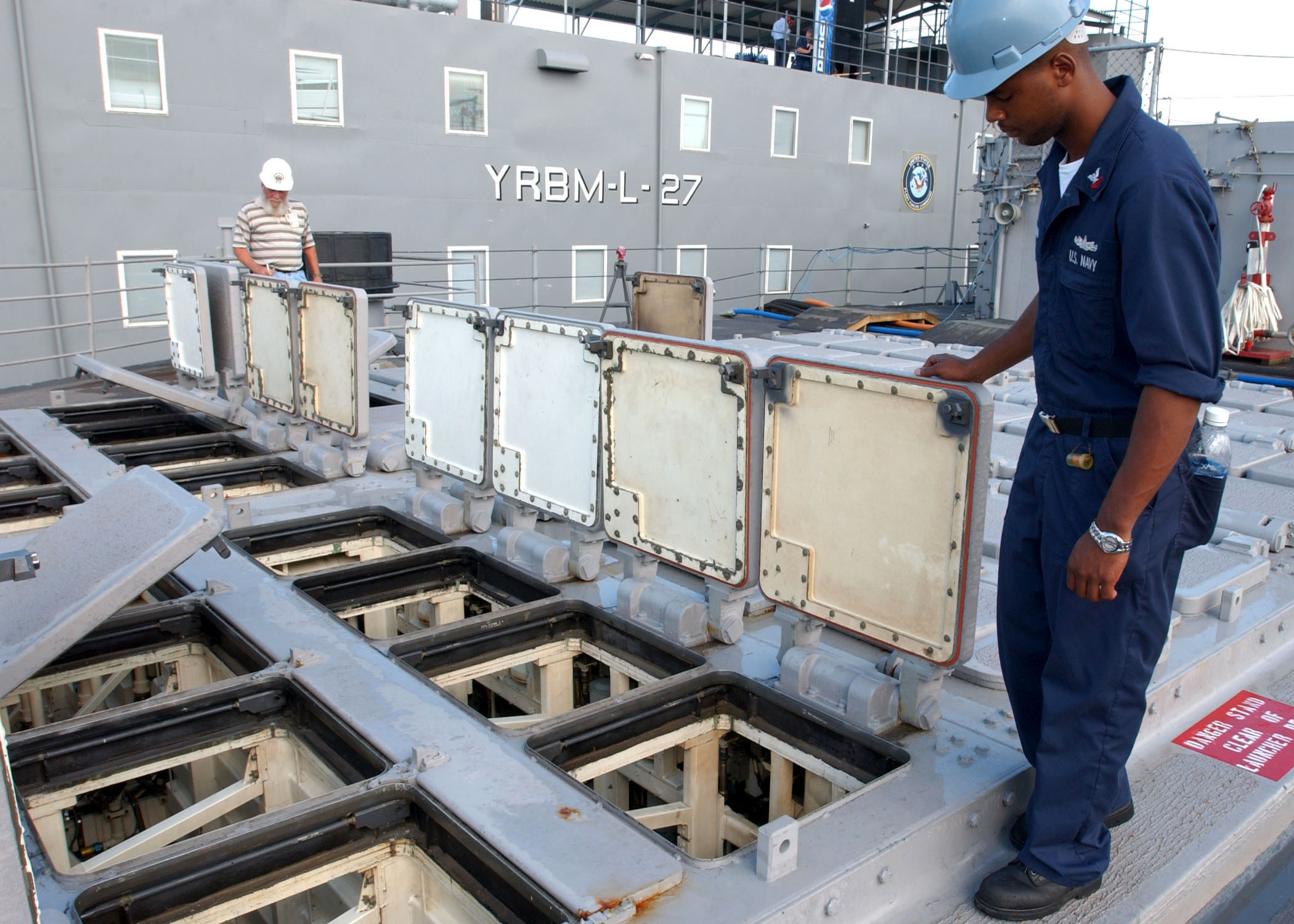
Otwarta wyrzutnia Mk 41, z komorami niewypełnionymi pojemnikami transportowo-startowymi

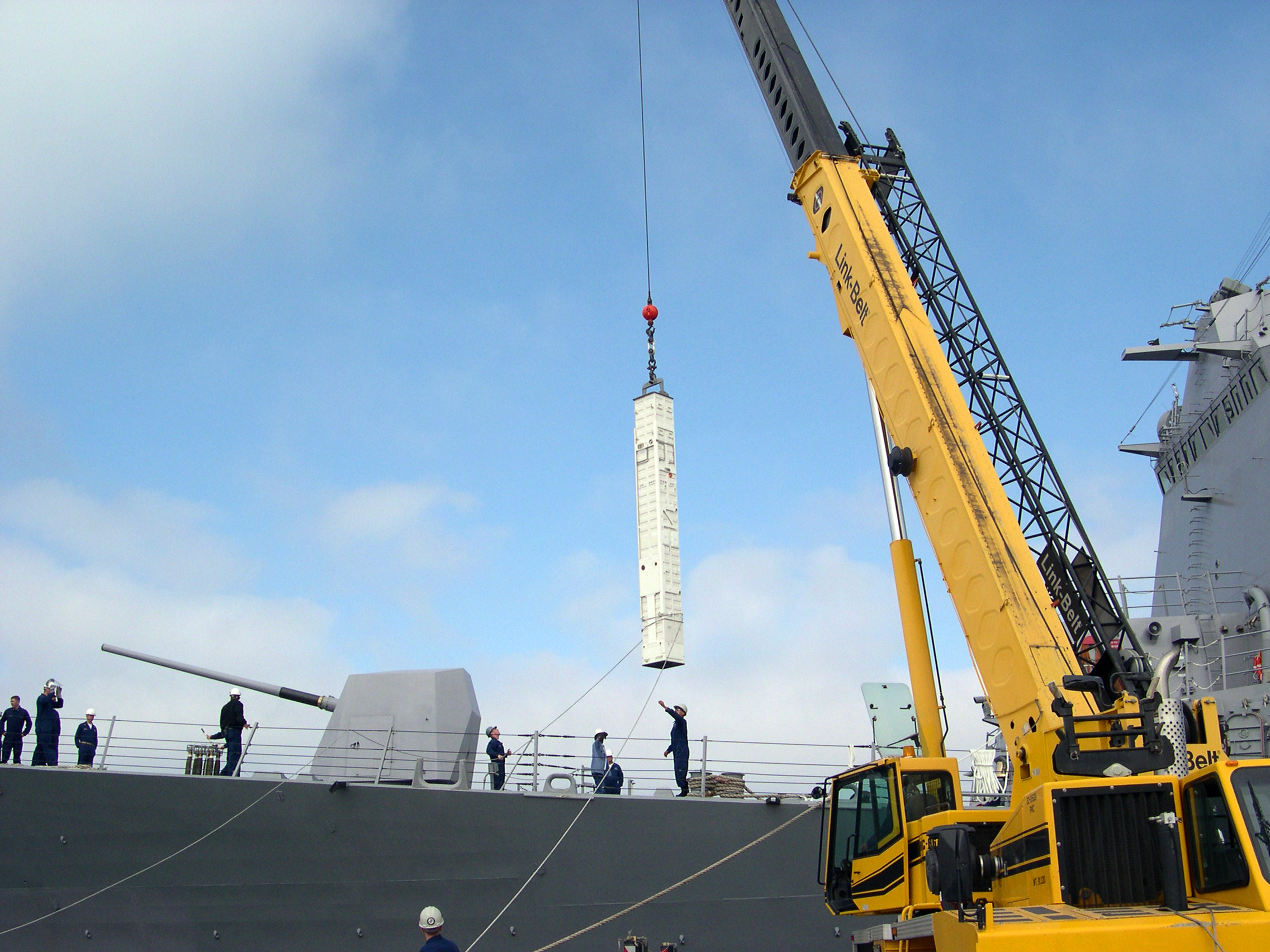
Załadunek pojemnika transportowo-startowego do komory wyrzutni Mk 41

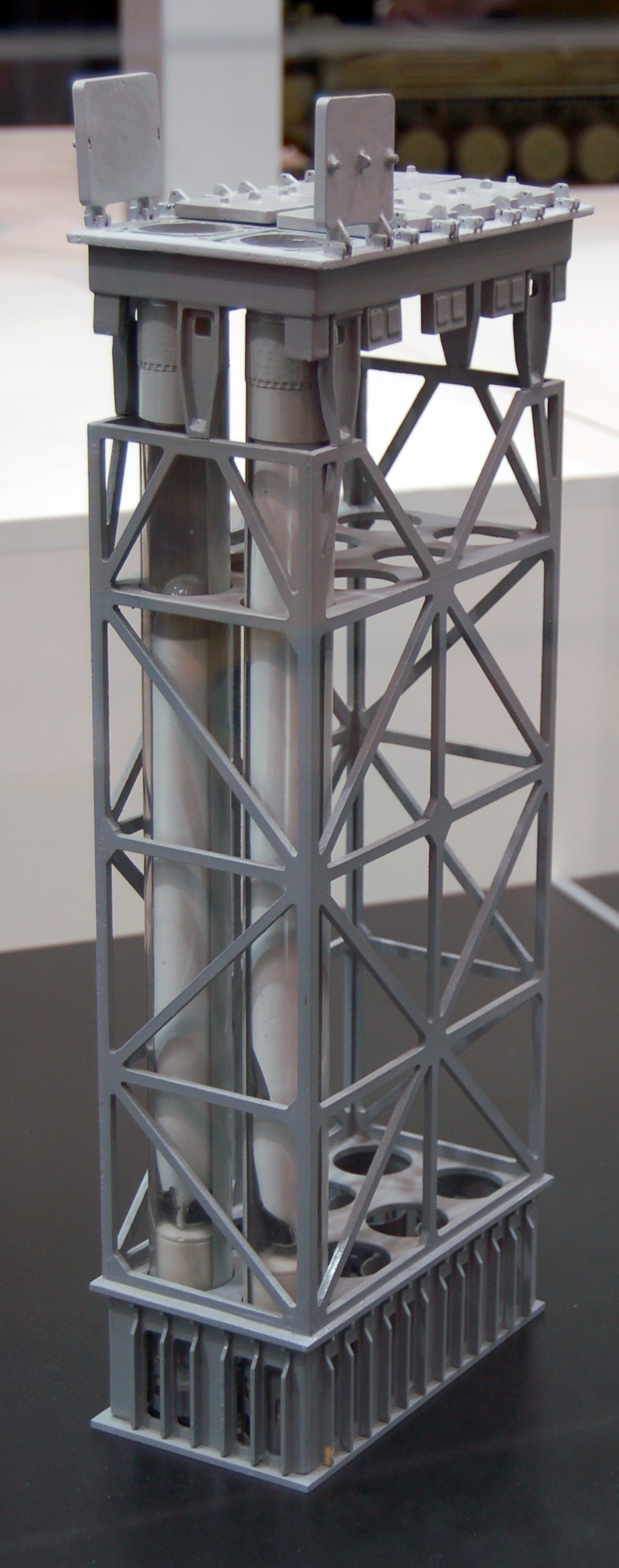
Makieta wyrzutni 3S14

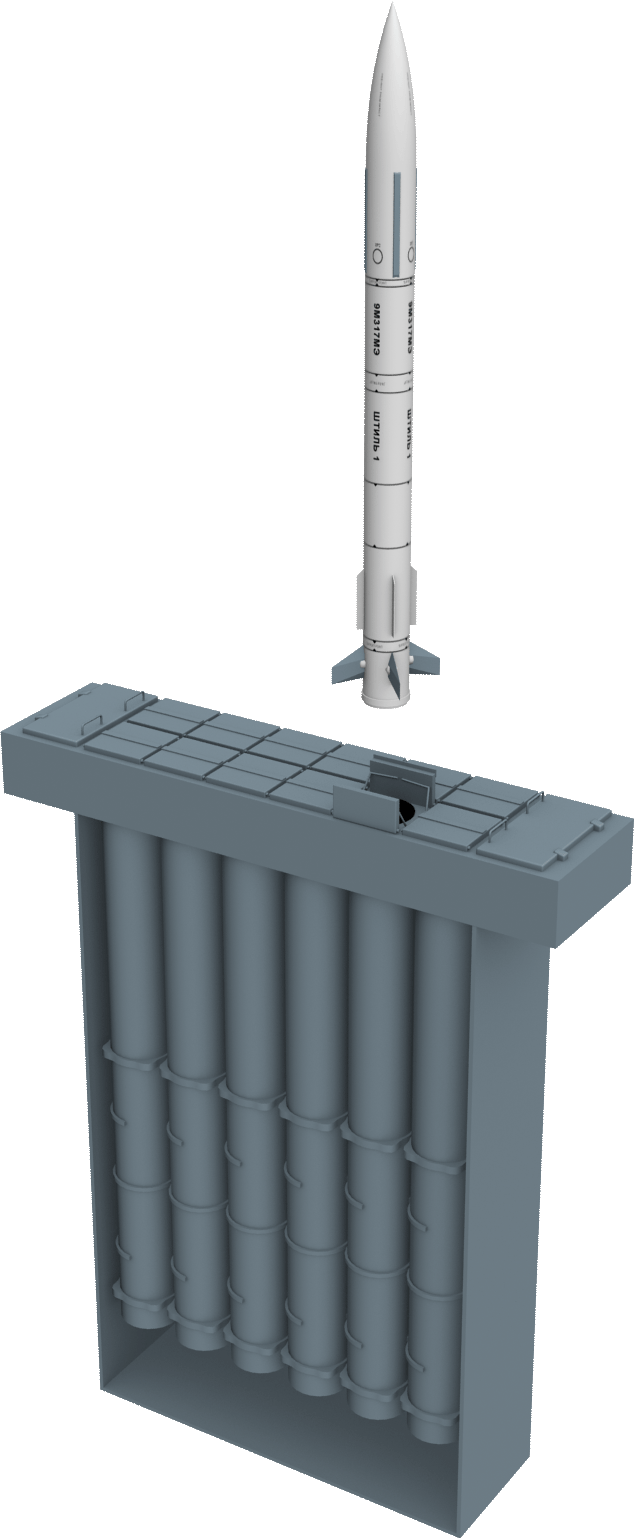
Grafika komputerowa wyrzutni 3S90M

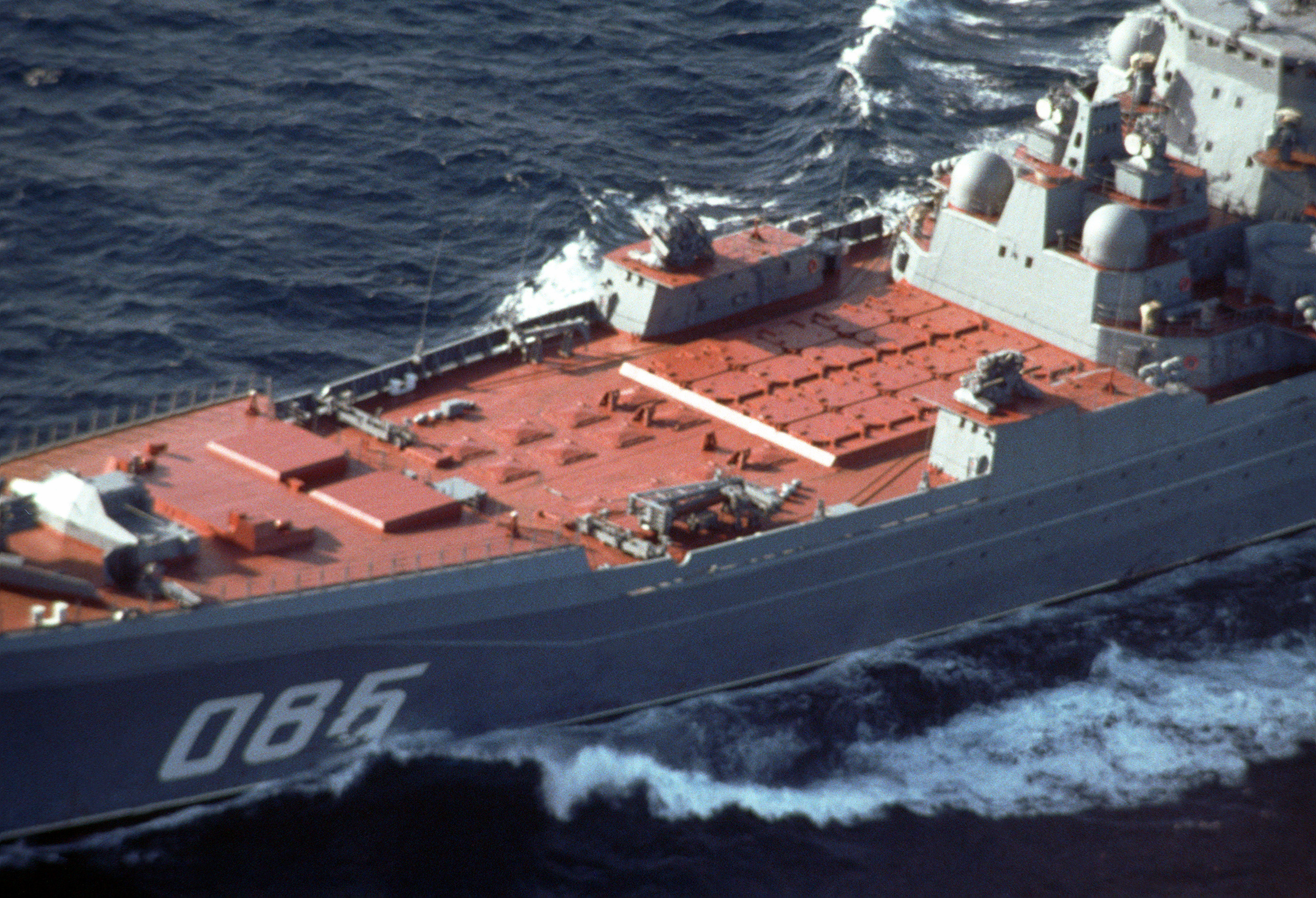
Widok na wyrzutnię 20 pocisków Granit, po prawej stronie widocznego pokładu, Projekt 1144.2, okręt Admirał Nachimow

Wyrzutnia Pionowego Startu (z ang. Vertical Launch System VLS, ros. Установка вертикального пуска УВП, fr. Système de lancement vertical) – rodzaj wyrzutni pocisków rakietowych używany na okrętach nawodnych i podwodnych. Wyrzutnia może być zbudowana jako jeden obiekt lub składająca się z wielokrotnych modułów. Moduły zawierają np. osiem komór mieszczących ustawione w nich pionowo pociski lub pojemniki z pociskami, a niektóre komory mogą mieścić pojemnik z kilkoma pociskami, np. trzema. Tak magazynowane pociski są odpalane pionowo, po czym zakrzywiają tor lotu nad pokładem i kierują się w stronę celu.
Rodzaj i liczbę zamontowanych na okręcie wyrzutni, z różną liczbą i rodzajem pocisków dobiera się w zależności od potrzeb i zadań okrętu. Liczba możliwych do zainstalowania wyrzutni jest zależna od wielkości okrętu.

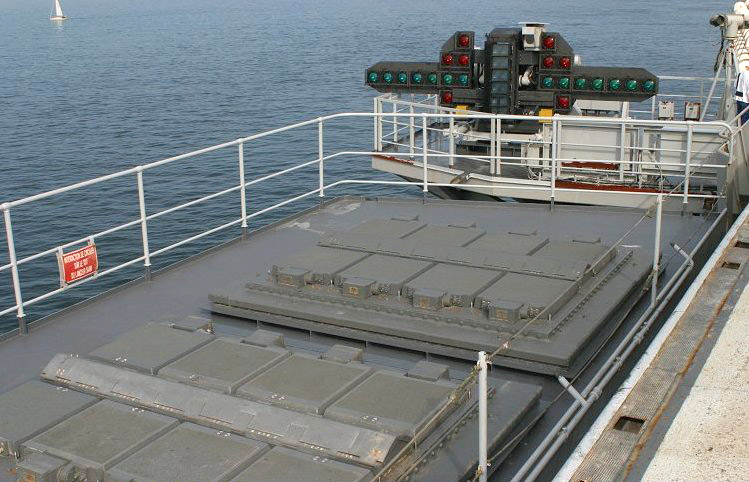
Widok na wyrzutnie Sylver A-43 pocisków Aster 15, okręt Charles de Gaulle

Pociski z wyrzutni mogą być wystrzeliwane metodą gorącego lub zimnego startu. Metoda gorącego startu polega na tym, że pocisk opuszcza komorę wyrzutni lub umieszczony w komorze pojemnik transportowo-startowy dzięki pracy własnego silnika (często startowego silnika rakietowego). Wymaga to wyrzutni odpornej na działanie gorących i wytwarzających ciśnienie gazów spalinowych (ognia) oraz układu ich odprowadzania poza wyrzutnię i kadłub okrętu. Metoda zimnego startu polega na tym, że pocisk jest wyrzucany z komory lub z umieszczonego w komorze pojemnika transportowo-startowego przy pomocy gazogeneratora, i dopiero kilka, kilkanaście metrów ponad wyrzutnią odpala silnik marszowy.

Metoda gorąca jest prostsza, ale wymaga określonej odporności wyrzutni, co ogranicza masę startową odpalanych pocisków. Metoda zimna wymaga dodatkowego systemu wyrzucającego, ale jest bezpieczniejsza – minimalizuje wpływ gazów spalinowych i skutki ewentualnych problemów z pociskiem (np. eksplozja silnika rakietowego) na wyrzutnię i strukturę okrętu. Ponadto w mniejszym stopniu ogranicza masę startową pocisków.

Pociski z zanurzonych okrętów podwodnych wystrzeliwane są metodą zimnego startu ponad lustro wody.

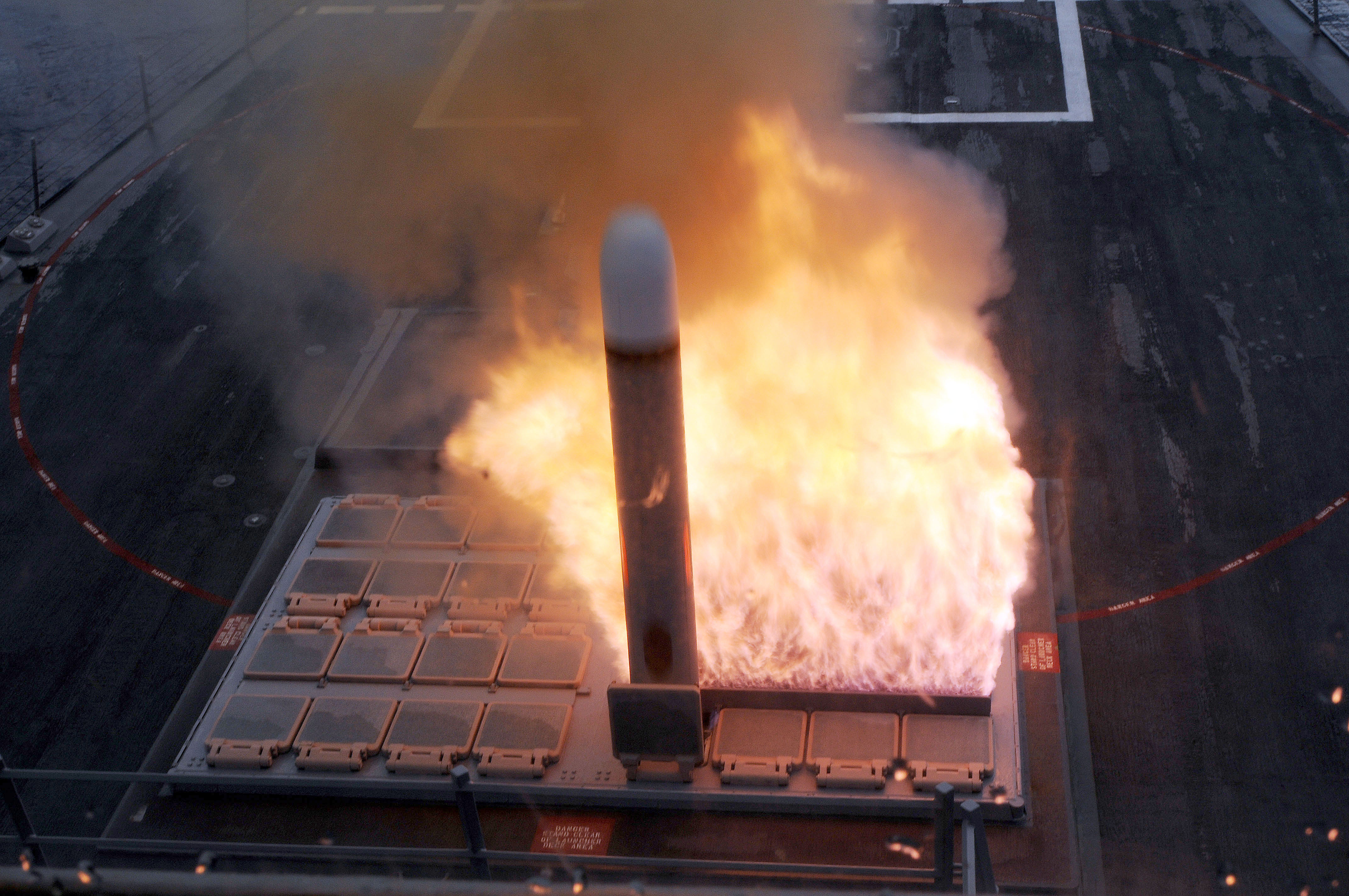
Wystrzelenie pocisku Tomahawk z wyrzutni pionowego startu, okręt USS Farragut

Pierwszymi morskimi wyrzutniami pionowego startu były wyrzutnie pocisków balistycznych na okrętach podwodnych. W ZSRR wprowadzono do służby pionowe wyrzutnie rakiet p-lot Fort, wyrzutnie rewolwerowe Kinżał. W 1986 roku wszedł do służby amerykański krążownik USS „Bunker Hill” (CG-52) typu Ticonderoga, będący pierwszym okrętem wyposażonym w wyrzutnię Mk 41. Obecnie najbardziej rozpowszechniony system na świecie, używany w różnych wersjach na pokładach okrętów wielu państw.
Główną zaletą wyrzutni pionowego startu na okrętach nawodnych jest możliwość odpalania pocisków w różnych kierunkach, w krótkich odstępach czasu, co odróżnia je od systemów prowadnicowych, które mogą odpalić tylko pociski umieszczone w danym momencie na prowadnicach, a następnie muszą być załadowane nowymi pociskami dosłanymi z magazynu i ponownie skierowane w stronę celu. Gotowe do odpalenia pociski w pojemnikach transportowo-startowych są do momentu startu zabezpieczone przed wpływem środowiska i uszkodzeniami mechanicznymi (komory wyrzutni chronione są pancernymi klapami). Taka konstrukcja umożliwia także łatwiejsze i szybsze przeładowywanie pocisków, także w morzu, nawet przy gorszej pogodzie. Ponadto brak wystających ponad pokład elementów wyrzutni powoduje redukcję skutecznej powierzchni odbicia radiolokacyjnego okrętu.

Niektóre systemy (np. amerykańskie Mk 41 i Mk 57, rosyjskie 3S14 [UKSK] różnych odmian) umożliwiają odpalanie z tej samej wyrzutni pocisków różnego typu i przeznaczenia, np. przeciwlotniczych, przeciwpodwodnych, manewrujących. Umożliwia to dowolną konfigurację przenoszonego przez okręt uzbrojenia rakietowego i jego łatwą zmianę w zależności od przewidywanej misji.
Najnowszym rosyjskim okrętowym systemem przeciwlotniczym używającym wyrzutni pionowego startu jest Redut oparty na pociskach używanych przez S-400. Najnowszym rosyjskim korzystającym z tychże wyrzutni (3S14) systemem Woda-Ląd, Woda-Woda, Woda-Głębina Wodna jest system Kalibr.